# 新疆生产建设兵团第五师八十六团
新疆生产建设兵团第五师八十六团是中华人民共和国新疆生产建设兵团第五师下辖的一个团，与新疆维吾尔自治区双河市博河镇实行“团镇合一”的管理体制。

## 行政区划
新疆生产建设兵团第五师八十六团下辖以下单位：
团部社区、一连、二连、三连、四连、五连、六连、七连、八连、九连、十连、十一连、十二连、十三连、十四连、十五连、十六连、值班连、园艺一连、园艺二连、南社区、园艺三连和园艺四连